# Liget
Liget – wieś i gmina w południowo-zachodniej części Węgier, w pobliżu miasta Komló.
Miejscowość leży na obszarze niewysokiego pasma górskiego Mecsek. Administracyjnie należy do powiatu Komló (jest jedną z 19 jego gmin), wchodzącego w skład komitatu Baranya.
Gmina Liget składa się z samej wsi Liget i pewnej liczby nienazwanych, wchodzących w jej skład przysiółków oraz pojedynczych domów. Gmina zajmuje powierzchnię 12,07 km², a zamieszkuje ją 446 osób (2009).